# Célula justaglomerular

Ilustração do néfron, na qual visualizam-se: células mesangiais extraglomerulares (5b), células justaglomerulares (6), mácula densa (7) e arteríola aferente (9).

As células justaglomerulares (ou células JG) são encontradas nos rins e têm papel relevante na elevação da pressão arterial.

## Localização e função
As células justaglomerulares (ou células JG) têm como principal função sintetizar renina e, assim, ajudar no aumento da pressão arterial, já que ela é fundamental na conversão de angiotensinogênio a angiotensina I.
As células JG são encontradas principalmente nas arteríolas aferentes dos néfrons. Liberam renina após estímulos das células da mácula densa (que são sensíveis à concentração de sódio do ultrafiltrado). Assim, em termos didáticos, a mácula densa serve como fiscal e mensageira, enquanto as células JG são executoras.
Esse aparato do néfron, responsável por elevar a pressão arterial de acordo com a composição do ultrafiltrado, recebe o nome de aparelho justaglomerular. Suas estruturas correspondem à mácula densa, às células justaglomerulares e às células mesangiais extraglomerulares (cuja função é pouco conhecida).

## Morfologia
As células JG consistem em células de músculo liso modificadas. Vistas sob o microscópio óptico, apresentam-se com núcleo esférico e citoplasma repleto de grânulos de secreção (renina). Já ao microscópio eletrônico, é possível visualizar características típicas de células secretoras, a exemplo do retículo endoplasmático rugoso abundante e complexo de Golgi bastante desenvolvido.